# جيمس جي. روش
جيمس جي. روش (بالإنجليزية: James G. Roche)‏ هو ضابط أمريكي، ولد في 16 ديسمبر 1939 في بروكلين في الولايات المتحدة.